# Malchaz Zarkua
Malchaz Zarkua (gruz. მალხაზ ზარქუა ; ur. 19 lutego 1986) – gruziński zapaśnik walczący w stylu wolnym. Olimpijczyk z Londynu 2012, gdzie zajął dziewiąte miejsce w kategorii 60 kg.
Piąty na mistrzostwach świata w 2011. Srebrny medalista mistrzostw Europy w 2010 i brązowy w 2012. Czwarty w Pucharze Świata w 2009; piąty w 2006; ósmy w 2012 i dziesiąty w 2013. Wicemistrz świata i Europy juniorów w 2005 roku.